# Циркон (ракета)
„Циркон“ (3M22) (Индекс на УРАВ на ВМФ – 3M22, според класификацията на НАТО: SS-N-33) е руска хиперзвукова крилата противокорабна ракета (ПКР), разработена от ОАО „ВПК „НПО по машиностроене““, която влиза в състава на комплекса 3K22 „Циркон“.
Приета на въоръжение на 4 януари 2023 г.
Тази ракета се планира да замени тежката противокорабна ракета П-700 „Гранит“. Предполага се, че носители на ракетата ще будат ТАРКР от проекта 1144 и АПЛ проекта 949А „Антей“.

## Описание
Принципна характеристика на дадената ракета се явява значително голямата (до М = 9) скорост на полета, както в сравнение с другите руски противокорабни ракети, така и с противокорабните ракети, състоящи на въоръжение в други страни. На 20 февруари 2019 г. президентът на РФ Владимир Путин в своето ежегодно послание към парламента на Русия заявява, че най-новата руска хиперзвукова ракета „Циркон“ е способна да развива скорост „около 9 Маха на далечина над 1000 км“ и че „Циркон“ може да унищожава както морски, така и наземни цели. Той съобщава, че стрелбата с новата ракета става от кораби и подводници, вече съществуващи или строящи се за ракетните комплекси „Калибър“.
Ракетата извършва полет на маршевия участък на височина 30 – 40 км, където съпротивлението на въздуха е малко. Такава височина на полета позволява значително да се увеличи далечината на полет и скоростта на ракетата. Основната цел на „Циркон“ са надводни кораби на противника от различни класове, от фрегата до самолетоносач, а също така и неговите наземни военни обекти в радиуса на нейното поражение. Скоростните характеристики на „Циркон“ (до 11 025 км/час) я прявят трудна за прихващане и изискват голямо бързодействие от съществуващите системи за ПРО на противника, което, впрочем,  прави прихващането ѝ невъзможно: съвременните системи за ПРО (актуализация към 2023 г.), такива като THAAD, Хец-2 и Хец-3, SM-3, SM-6, GBI, PAAMS и SAMP/T (c ракетата Aster 30, развиваща скорост от 4,5 М), Patriot PAC-3 могат да прехващат цели, летящи с подобни скорости само ако летят по строго балистична траектория и на много големи височини - много от гореизброените комплекси са  егзоатмосфернии и са безполезни в стратосферата и тропосферата. 
Съгласно някои заявления, „Циркон“ ще може да се изстрелва от същите пускови установки УКСК, както и другите руски противокорабни ракети П-800 „Оникс“ и „Калибър“ (3М14/54). Обаче при това е заявено, че едва шестата АПЛ от пр. 885 ще стане първия щатен носител на 3М22, т.е. първите 5 лодки ще бъдат доработени. Това косвено подтвърждава необходимостта от модернизация на ПУ 3С14 за изстрелването на „Циркони“.
Възможни носители:
- Подтвърдено съществуващи:
  - Фрегати проект 22350, документиран е пуск на неизвестна ракета, вероятно 3М22.[22][23]
- Предположително съществуващи:
  - Наземен.[24][25]
- Планирани и проектиращи се:
  - АПЛ от проекта 885М „Ясен-М“, от шестия кораб,[21] заявява се за изпитани от борда на една от подводниците, няма подтвърдени пускове;[26]
  - атомните разрушители от проекта 23560 „Лидер“;[27]
  - Крайцери проект 1144 (в случай, че бъдат модернизирани,[28] за четвертия от тях изначално планирана за 2019 – 2022 г. след „Адмирал Нахимов“, до момента не е стартирала, поради продължаващата модернизация на „Нахимов“);
  - АПЛ 949АМ „Антей“ (В случай на доработката на ПУ 3С14 за „Циркон“);[29]

## Изпитания
През март 2016 г. „РИА Новости“ съобщава за начало на изпитанията на „Циркон“ – позовавайки се на неназован „високопоставен представител на ВПК.
През февруари 2017 г. „Интерфакс“ според думите на „източник, запознат със ситуацията“, съобщава за планирани за пролетта на същата година изпитания на „Циркон“ от морски носител. През април 2017 г. руски СМИ съобщават за успешното изпитание на ракетата.
На 23 декември 2018 г. американското военнополитическо издание The National Interest в аналитична статия цитираща CNBC, ТАСС и подтвърждение от руските СМИ съобщава, че Русия успешно е изпитала „Циркон“ на 10 декември 2018 г. Освен това, в статията се говори за планирани изпитания от морски и подводни платформи. При това американският телевизионен канал CNBC подтвърждава тази новина позовавайки се двама неназовани експерта от разузнавателните служби на САЩ.
През юли 2019 г. експертът на Конгреса на САЩ Кели Сейлър описва ракетата „Циркон“ и хода на нейните изпитания на страниците на своя доклад, посветен на хиперзвуковото оръжие.
През януари 2020 г. адмирал Николай Евменов заявява, че първият кораб от Военноморския флот на Русия, който ще бъде въоръжен с ракетата „Циркон“, ще стане една от фрегатите на ВМФ на РФ.
Според съобщение на ТАСС, първото изпитание на новата ракета от морски носител е осъществено през януари 2020 г. – от борда на фрегатата „Адмирал Горшков“ в акваторията на Баренцево море по наземна цел намираща се във военен полигон, на далечина над 500 км.
Министърът на отбраната на Русия Сергей Шойгу, на заседание на колегията на военното ведомство в края на февруари подтвърждава, че в Северния флот продължават изпитанията на новото хиперзвуково оръжие.
На 26 юли 2020 г. Министерството на отбраната съобщава, че Русия успешно завършва изпитанията на ракетата „Циркон“.
| „ | На шести октомври от акваторията на Бяло море главната фрегата от проекта 22350 „Адмирал Горшков“ за първи път изпълни стрелба с ракета „Циркон“ по морска цел, намираща се в Баренцово море. Ракетата, според данните на обективния контрол, с пряко попадение, успешно поразява цел на разстояние 450 километра. Скоростта на хиперзвуковата ракета надвърля 8 Маха. Според данни на Министерство на отбраната, полетните изпитания на ракетата ще продължат. Комплексът „Циркон“ се планира за въоръжение на подводници и надводни кораби от ВМС. Предполага се, че ракетатата „Циркон“ ще има максимална скорост 9 Маха (т.е. до 10,7 хил. километра в час) и далечина на полета над хиляда километра. Според плана, на въоръжение ракетният комплекс ще бъде приет в периода 2020 – 21 г. | “ |

На 7 октомври 2020 г. Министерство на отбраната публикува видео с първия пуск на ракетата от борда на фрегатата „Адмирал Горшков“, извършен на 6 октомври в 19:15 от акваторията на Бяло море.
| „                        | Както доложи по-рано на президента на РФ Владимир Путин началникът на Генщаба на ВС на РФ Валерий Герасимов, от борда на фрегатата „Адмирал Горшков“, на 6 октомври е изпълнена стрелба с ракетата „Циркон“ на далечина от 450 км. Корабът пуска ракетата от Бяло море, морската мишена е поразена от боеприпаса в Баренцево море. Максималната скорост на „Циркон“ при изпитанията съставя 8 пъти скоростта на звука, а максималната височина на полета – 28 км. | “ |
| ТАСС, 9 октомври 2020 г. | |   |

В хода на проведения на 6 октомври пуск е заявено, че „Циркон“ за първи път е изпробван в пълната си комплектация, заедно със свръхточна самонасочваща се глава и със задействане на системите за управление; ракетата напълно изпълнява своята полетна програма. „Циркон“ преодолява 450 км за 4,5 минути, маневрирайки по пътя към целта и достигайки скорост над 8 Маха.
Заявено е за успешен пуск на „Циркон“ от 25 ноември 2020 г. в Бяло море от борда на фрегатата „Адмирал Горшков“, поразена е цел на разстояние 450 км; в полета, според заявленията, „Циркон“ се ускорява до 8 Маха.
В края на май 2021 г. Владимир Путин заявява, че ракетната система се намира в заключителния стадий на държавните изпитания. През август 2021 г. е подписан държавният договор за доставка на ракетите „Циркон“.
На 4 октомври 2021 г. телеканалът „Звезда“ публикува видео на пуска на 3М22 „Циркон“ от атомната подводница (АПЛ) „Северодвинск“ в Баренцево море. На 24 декември 2021 г. е проведен залпов пуск на хиперзвуковата ракетна система „Циркон“, обявен за успешен. Според заявлението, стрелбата е произведена по условна морска цел в акваторията на Баренцево море.
През януари 2022 г. Държавната комисия препоръчва да се приеме ракетата за въоръжение при надводните кораби на Военноморския флот на Русия.
През май 2022 г. Министерството на отбраната на РФ съобщава за успешен пуск на ракетата от фрегатата „Адмирал Горшков“ по цел в Баренцево море, разположена на разстояние от 1000 километра.

## Приемане на въоръжение и разгръщане
На 19 февруари 2016 г. е съобщено за планове за разполагане на хиперзвуковите противокорабни ракети „Циркон“ на руския тежък атомен ракетен крайцер „Петър Велики“ след неговата модернизация, която той следва да премине след крайцера „Адмирал Нахимов“, обаче, поради неизвестното бъдеще на първия такъв вариант е малковероятен.
По думите на главата на комитета на Съвета на Федерацията по отбрана и безопасност Виктор Бондарев, разгръщането на ракетата „Циркон“ е планирано в рамките на новата държавна програма по въоръженията за 2018 – 2027 г.
Планира се построяването на двенадесет фрегати от проекта 22350М (с увеличена водоизместимост), всеки от които ще може да носи до 48 крилати ракети „Калибър“, „Оникс“ и „Циркон“ (корабите от проекта 22350 – до 16 крилати ракети „Калибър“, „Оникс“. „Адмирал Григорович“ също така може да носи, като минимум, една ракета „Циркон“, не е известно за доработването на щатната ПУ на кораба за нейното изстрелване).
На 20 август 2022 г. министърът на отбраната на Русия Сергей Шойгу заявява за началото на серийното производство на „Циркон“ и фактическото ѝ приемане на въоръжение.
За това, че ракетите „Циркон“ ще бъдат поставени на въоръжение във ВМФ на Русия на шестата АПЛ от проекта 885М „Перм“ е заявено през декември 2021 г, и е подтвърдено от президента Путин на 27 март 2025 г., в деня на спускането на вода подводницата „Перм“.

## Бойна употреба
За първата възможна бойна употреба на „Циркон“ става известно в хода на руското нападение над Украйна, след ракетната атака над Киев на 7 февруари 2024 г., когато са намерени обломки на ракета с маркировката 3М22. Обаче изводите на КНИИС се подвергат на съмнение, тъй като е предоставена много малко информация, обясняваща, как именно са идентифицирани обломките на „Циркон“.

## Тактико-технически характеристики
Приблизителни тактико-технически характеристики:
- далечина на полета: данните при различните източници са различни – около 450 км,[48] 600 км,[70] над 1000 км;[71][72]
- дължина: 8 – 9,5 м (на основа на габаритите на пусковата установка 3С14 и ракетите, изтрелвани от нея (не отговаря на коментарите за доработване на ПУ 3С14 за пуск на ракетата));[34][73][74]
- скорост: до 8M във високия полетен участък;[48][75]
- тегло на бойната част: 300 – 400 кг.